# Pete Visclosky

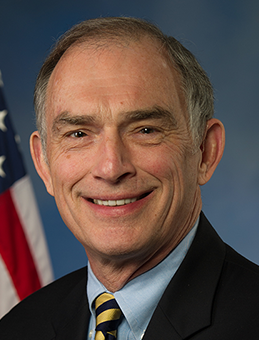
Pete Visclosky

Peter John „Pete“ Visclosky (* 13. August 1949 in Gary, Indiana) ist ein US-amerikanischer Politiker. Von 1985 bis 2021 vertrat er den Bundesstaat Indiana im US-Repräsentantenhaus.

## Werdegang
Pete Visclosky studierte nach seiner Zeit an der Andrean High School in Merrillville bis 1970 an der Indiana University Northwest in seinem Geburtsort Gary. Nach einem anschließenden Jurastudium an der University of Notre Dame und seiner im Jahr 1973 erfolgten Zulassung als Rechtsanwalt begann er in seinem neuen Beruf zu arbeiten. Im Jahr 1982 ergänzte er seine juristischen Kenntnisse mit einem Studium an der Georgetown University in Washington, D.C.
Politisch schloss sich Visclosky der Demokratischen Partei an. Er gehörte dem Stab des Kongressabgeordneten Adam Benjamin an und war zwischen 1977 und 1980 Mitglied der Verwaltung des Bewilligungsausschusses (Committee on Appropriations). Zwischen 1980 und 1982 war er auch Mitglied der Verwaltung des Haushaltsausschusses (Committee on the Budget).
Bei den Kongresswahlen des Jahres 1984 wurde Visclosky im ersten Wahlbezirk von Indiana in das US-Repräsentantenhaus in Washington gewählt, wo er am 3. Januar 1985 die Nachfolge von Katie Hall antrat. Nach 17 erfolgreichen Wiederwahlen verzichtete er 2020 auf eine erneute Kandidatur. Er schied damit zum 3. Januar 2021 aus dem US-Repräsentantenhaus aus. Zu seinem Nachfolger wurde der von ihm unterstützte Lokalpolitiker Frank J. Mrvan gewählt.
In seine Zeit als Kongressabgeordneter fielen unter anderem die Terroranschläge am 11. September 2001, der Irakkrieg und der Militäreinsatz in Afghanistan. Visclosky stimmte im Jahr 2002 gegen den Krieg im Irak. Er ist Mitglied im Bewilligungsausschuss und in zwei Unterausschüssen.
Pete Visclosky ist verheiratet und Vater von zwei Söhnen.